# Maria Loley
Maria Loley (* 22. November 1924 in Poysdorf, Niederösterreich; † 4. Februar 2016 in Laa an der Thaya) war eine Sozialarbeiterin und Flüchtlingshelferin.

## Leben
1945 half sie in ihrer Heimatstadt bei der Betreuung der Überlebenden des „Brünner Todesmarsches“ und infizierte sich mit Ruhr, Typhus und Tuberkulose. 1949 schloss sie die Ausbildung zur Fürsorgerin ab. Danach trat sie in den Karmeliterorden ein, wurde aber nach neun Monaten wegen gesundheitlicher Probleme entlassen.
Von 1951 bis 1953 arbeitete sie in einem Flüchtlingslager in der Steiermark. 1954 trat sie in die Abtei St. Gabriel, Bertholdstein, in der Steiermark ein, wurde aber auch dort aus gesundheitlichen Gründen entlassen. Ab 1956 war sie Fürsorgerin in St. Johann im Pongau und von 1959 bis 1975 Fürsorgerin im Jugendamt von Mistelbach an der Zaya.
Von 1976 bis 1979 baute sie den psychosozialen Dienst im Weinviertel auf und gründete die Familienberatung und die Sozialstation in Poysdorf. Von 1981 bis 1989 arbeitete sie ehrenamtlich bei der Polenhilfe mit. 1992 begann ihr Engagement für Flüchtlinge der Jugoslawienkriege. Am 16. Oktober 1995 wurde sie durch eine von Franz Fuchs verschickte Briefbombe verletzt. Nach ihrer Genesung gründete sie die „Bewegung Mitmensch – Flüchtlingshilfe Poysdorf“.
1996 übersiedelte sie in das Wiener Priesterseminar und setzte sich in dem Verein „Bewegung Mitmensch – Hilfe für Menschen in Not“ ein. Seit 2003 wohnte sie im Heim „Mater Salvatoris“ in Pitten. Ihre letzten Lebensjahre verbrachte sie in Laa an der Thaya.
Begraben wurde Maria Loley am Stadtfriedhof in Poysdorf.

## Ehrungen
- 1994: Preis des UNO-Hochkommissariats für Flüchtlingshilfe (UNHCR)
- 1994: Frau des Jahres des ORF Niederösterreich
- 1995: Ehrenring der Stadtgemeinde Poysdorf
- 1995: Bruno Kreisky Preis für Verdienste um die Menschenrechte
- 1996: Frau des Jahres des Fernsehsenders ARD
- 1998: Goldenes Verdienstzeichen der Republik Österreich
- 2003: Bundes-Ehrenzeichen[3]
- 2003: Silbernes Ehrenzeichen für Verdienste um die Republik Österreich[4]
- 2004: Stephanusorden in Gold der Erzdiözese Wien
- 2007: Liese-Prokop-Frauenpreis[5]

## Werke
- Josef Ertl (Hrsg.): Maria Loley über Mitmenschlichkeit. Niederösterreichisches Pressehaus, St. Pölten/Wien 1996, ISBN 3-85326-065-9.
- Ferne Heimat. Flüchtlinge erzählen Märchen. Holzhausen, Wien 2001, ISBN 3-900518-77-7.
- Zur Liebe berufen. Ein Lebenszeugnis. Tyrolia, Innsbruck/Wien 2007, ISBN 978-3-7022-2862-0.